# Шменкель, Фриц
Фриц Ганс Ве́рнер Шме́нкель (нем. Fritz Hans Werner Schmenkel), в советской историографии также известен как Фриц Па́улевич Шме́нкель или Фриц Пауль Шме́нкель (нем. Fritz Paul Schmenkel; 14 февраля 1916, Варзов, Германская империя — 22 февраля 1944, Минск, Белорусская ССР, СССР) — немецкий и советский военнослужащий; ефрейтор 276-го отдельного артиллерийского дивизиона 186-й пехотной дивизии вермахта, после перехода на сторону СССР — боец партизанского отряда «Смерть фашизму», действовавшего в годы Великой Отечественной войны в Калининской и Смоленской областях, рядовой РККА. Герой Советского Союза (посмертно, 1964).
В межвоенные годы Шменкель работал конюхом в поместье Кюкенмюль, симпатизируя коммунистам и презирая нацистов: его отец Пауль Краузе в 1932 году был убит во время драки протестовавших рабочих с нацистскими штурмовиками. В 1936 году Шменкель был мобилизован в трудовой лагерь в городе Бойтен, где прослужил полгода, после чего работал на кирпичном заводе в Гюлихене. С конца 1938 года служил в вермахте, участвовал в польской кампании вермахта. В октябре 1939 года за самовольное оставление части в военное время был арестован и осуждён на полтора года тюрьмы. Летом 1941 года был освобождён, осенью был направлен на Восточный фронт в составе вермахта. В ноябре — декабре 1941 года, в канун советского контрнаступления под Москвой, он снова дезертировал и укрылся в доме семьи Сидоровых, которым объяснил, что хочет перейти на сторону СССР.
В феврале 1942 года Шменкель был принят в ряды партизанского отряда «Смерть фашизму», в составе которого воевал против немцев; среди партизан был известен под именем Иван Иванович. С июня 1942 года служил в 3-й Вадинской партизанской бригады имени В. И. Чапаева. В январе 1943 года после начала антипартизанской операции «Звездопад» прорывался через кольцо окружения. Позже был эвакуирован в Москву, где после лечения прошёл обучение в разведшколе. За проявленные боевые качества и успехи в борьбе против немецких захватчиков награждён орденом Красного Знамени.
В конце декабря 1943 года Шменкель был заброшен в немецкий тыл в составе разведывательно-диверсионной группы «Поле». Он добрался до одного из оккупированных городов, где установил связь с местным подпольем, но затем был выдан оккупационным властям. На допросе он признался только в том, что ушёл к партизанам и сражался на их стороне; по приговору военного трибунала расстрелян в Минске. Долгие годы он считался пропавшим без вести: обстоятельства его исчезновения и гибели были установлены КГБ СССР в начале 1960-х годов. В 1964 году он посмертно был удостоен звания Героя Советского Союза; награду в советском посольстве в ГДР приняла его вдова Эрна Шменкель.

## Происхождение и ранние годы
Фриц Вернер Ганс Шменкель родился 14 февраля 1916 года в местечке Варзов возле города Штеттин Германской империи (ныне район Варшево города Щецин в Республике Польша). Его отец Пауль Краузе был рабочим на кирпичном заводе; будучи достаточно начитанным человеком, он не получил достаточного образования. Мать Эльза Шменкель была уборщицей. Поскольку родители на момент рождения сына не состояли в законном браке (не венчались в церкви), то мальчик получил фамилию матери. У Фрица были младшая сестра Хелене (моложе на три года) и младший брат Вилли (моложе на 7 лет). По вероисповеданию — евангелист.
Фриц воспитывался бабушкой по материнской линии Вильгельминой Шменкель, которая забрала к себе внука из-за разногласий между родителями. Хотя его мать и любила отца, но не понимала его желания ходить на собрания и постоянно о чём-то спорить. Со своим отцом Паулем он встречался по вечерам и воскресеньям: отец вместе с ним мастерил голубятню и играл в ручной мяч, а также научил его играть на губной гармошке. Поступил в восьмилетнюю школу, где хорошо учился и много читал. Он окончил школу в 1930 году, после чего устроился работать конюхом и кучером в поместье Кюкенмюль, поскольку любил животных, хотя бабушка Вильгельмина хотела, чтобы он стал столяром. Он также трудился молотобойцем.
На мировоззрении Фрица оставили свой отпечаток царившие в Веймарской Республике безработица, обнищание фермеров, инфляция, рост преступности и моральная деградация. Однако решающее значение на формирование взглядов Фрица оказали взгляды его отца, который поддерживал коммунистическое движение, сочувствуя рабочему классу, и рассказывал ему не только об идеологии марксизма, но и о деятельности молодого Советского государства, его основателей и партии большевиков. Пауль Краузе ненавидел зарождавшуюся нацистскую партию, лидеры которой, по его словам, готовы были «уложить в землю ещё десять миллионов» ради получения прибыли. В свою очередь, Эльза не испытывала никакого уважения к коммунистам и с почтением относилась к действовавшим властям, воспитав оставшихся с ней Вилли и Хелене в духе преданности идеям национал-социализма. Большая часть руководства крупнейшей тогда Социал-демократической партии считала нацистов меньшей угрозой государству, чем коммунистов. Под влиянием отца Фриц вступил в организацию коммунистической молодёжи в Варзове.

## В нацистской Германии
1 мая 1932 года в Варзове около центрального гаштета «Неельс» состоялась демонстрация местных коммунистов, которую решили разогнать штурмовики, вооружившиеся велосипедными цепями и железными трубами. Они напали на безоружных протестующих, а вскоре в завязавшуюся драку вмешалась полиция, занявшая сторону штурмовиков. В ходе беспорядков прогремели выстрелы: участвовавший в драке Пауль Краузе был убит пистолетной пулей в голову. Доподлинно не было установлено, застрелил ли его полицейский или кто-то из нацистских провокаторов: полиция даже не расследовала это убийство. Над потерявшим отца Фрицем взяли шефство товарищи Пауля. Через год нацисты, не сумевшие одержать абсолютную победу на выборах в Рейхстаг, обходными путями добились полного запрета деятельности всех партий, в том числе и Коммунистической партии. Однако несмотря на начавшуюся волну репрессий, Шменкель отказался вступать в гитлерюгенд и отрекаться от коммунистических убеждений. При этом, по словам его будущей супруги Эрны, он постоянно находился под наблюдением гестапо.
В сентябре 1936 года Шменкель получил повестку от Имперской службы труда, а в октябре был направлен по мобилизации в трудовой лагерь в городе Бойтен. Направленные туда молодые люди работали на сооружении оросительных систем, строительстве дорог и осушении болот. Они трудились в совершенно ужасных условиях, получая даже меньшую зарплату, чем солдат вермахта. Рабочих заставляли оттачивать навыки рукопашного боя с использованием лопаты: во время одной из таких тренировок Фриц ухитрился ударить лопатой инструктора. Несмотря на изнурительную работу и муштровку, Шменкель физически окреп за время работы. На занятиях, где лекторы рассказывали об идеологии нацизма (в том числе расовой теории), он предпочитал молчать, но с другими ребятами из лагеря уже почти не разговаривал. Строевая подготовка вызывала у него сплошное отвращение.
Увольнения из лагеря полагались только по воскресеньям: три раза за полгода Фриц получал краткосрочный отпуск домой на два-три дня. Он ездил к бабушке, от которой узнавал все деревенские новости. К тому моменту он не поддерживал отношения с младшим братом и сестрой, которые состояли в гитлерюгенде. После завершения трудовой службы Фриц со своей супругой Эрной переехал в Варзов, где прожил больше года, а в августе 1938 года переехал в Гюлихен к родителям жены, где устроился на кирпичный завод. 2 декабря 1938 года он был призван в вермахт и отправился служить в Штеттин, недалеко от родных мест. Он был направлен в учебную команду, готовившую наводчиков зенитных и противотанковых орудий. За время своей службы Шменкель трижды уходил в самовольную отлучку. Чтобы добраться до дома, он покупал за 20 пфенингов перронный билет, садился на поезд в нужном направлении, а когда к нему подходил проводник, то притворялся спящим: проводник не решался будить солдата вермахта. Таким образом Шменкель добирался до станции Рауденштадт, где с марта 1939 года жила Эрна (в её ведении были две комнаты в мансарде двухэтажного дома). За свои действия Шменкель получал от 5 до 10 суток гауптвахты.

## Начало Второй мировой войны
Известно, что в сентябре 1939 года часть, в которой служил Шменкель, принимала участие во вторжении немцев в Польшу. О доле участия Шменкеля, имевшего тогда звание ефрейтора и служившего наводчиком зенитного орудия, ничего не было известно: он отказывался наотрез говорить что-либо жене о войне. В октябре он вернулся домой, сначала сказав жене о том, что солдатам якобы дали двое суток отпуска, а его часть переводят из Польши во Францию. Однако Эрна не обнаружила увольнительных документов в личных вещах мужа, и после этого Фриц признался, что дезертировал из армии, поскольку не хотел погибать за враждебные ему убеждения и интересы. Пробыв какое-то время дома, он уехал в Рерсдорф, где помогал сестре Эрны Минне Шорш убирать картошку. По словам Бориса Полевого, Фриц пытался уклониться от службы под предлогом болезни.
По возвращении в Рауденштадт Фриц был арестован вахмистром полиции Вальтером и направлен в Берлин, где до января 1940 года длилось следствие по факту дезертирства. Всё это время он находился под стражей в тюрьме на Лертерштрассе. Суд признал Шменкеля виновным, но посчитал его действия обоснованными острой тягой к жене и маленьким детям и вынес мягкий по тем временам приговор — полтора года тюрьмы. Он был отправлен отбывать наказание в тюрьме Форт-Цинна (нем. Fort Zinna) в Торгау: её заключённым разрешалось отправлять раз в 6 недель одно письмо на волю и получать раз в 6 недель одно письмо от родственников. Хотя в письмах Шменкель не сообщал ни о чём необычном, было известно, что однажды он надерзил надзирателю и был за это жестоко избит. Через год после заключения его перевели в лагерь Кобник, где он и отбывал оставшуюся часть наказания. В лагере сидели и совершившие уголовное преступление солдаты, и деятели антигитлеровского Сопротивления, и попавшиеся на каком-то проступке убеждённые нацисты. Все заключённые постоянно работали в мастерских, но формально не освобождались от прохождения действительной воинской службы. Им регулярно сообщали последние военные и политические события.

## Прибытие на Восточный фронт
22 июня 1941 года комендант Кобника выступил перед заключёнными, зачитав обращение фюрера по поводу начала войны Германии против СССР. 21 июля 1941 года истёк срок заключения Шменкеля в тюрьме, и ему дали двухнедельный отпуск. За несколько дней до освобождения Шменкель сообщил коменданту о том, что готов продолжить службу в армии и отправиться на Восточный фронт, объяснив, что был «перевоспитан» в тюрьме должным образом. Дома он пробыл не меньше двух недель: его не спешили направлять на фронт, поскольку считали политически неблагонадёжным и опасались его дезертирства, но он то и дело наведывался на призывной пункт. Из-за подобных визитов он рассорился со своим сослуживцем по Штеттину, гюлихенским батраком Бернгардом, который к тому моменту был признан негодным к службе из-за серьёзной травмы руки. В одном из споров Бернгард прямо обвинил Шменкеля в предательстве памяти отца: Фриц, понимая, что Бернгард фактически был его единомышленником, не мог найти в себе силы признаться в том, что хотел попасть на фронт только с целью перейти на сторону РККА.
В сентябре или октябре 1941 года Шменкель убыл на Восточный фронт в звании ефрейтора в составе 186-й пехотной дивизии вермахта, службу проходил в 276-м отдельном артиллерийском дивизионе (нем. Heeres-Flak-Artillerie-Abteilung 276.), в 1-й батарее. Эшелон с солдатами, в числе которых был Шменкель, вышел из Берлина и прошёл Франкфурт-на-Одере, Варшаву и Брест. Ехавший в эшелоне лейтенант сообщал младшим по званию о наличии партизанских отрядов на территории, оккупированной немцами, и фактически оглашал положения приказа Вильгельма Кейтеля от 16 сентября 1941 года, санкционировавшего массовые казни гражданского населения за каждого убитого солдата вермахта. По пути на восток эшелон остановился в Минске, где Шменкель увидел первых русских пленных и узнал о том, что этих людей направляют на принудительные работы, дурно с ними обращаются и расстреливают за неподчинение. Конечной станцией следования был Смоленск, серьёзно разрушенный в ходе оборонительных боёв. В день прибытия Шменкель обнаружил траншею, вырытую вдоль крепостной стены, угол которой выходил на одну из смоленских площадей, где стояла гостиница «Смоленск». От солдат-старожилов на следующий день он узнал, что в эту траншею сбросили тела расстрелянных военнопленных и мирных жителей.
На Восточном фронте ефрейтор Шменкель отслужил всего полтора месяца. Личный состав его батареи был расквартирован в одной из школ Вязьмы. В районе действия 186-й пехотной дивизии советская армия не вела активных наступательных действий, что позволяло Фрицу избежать непосредственного участия в боях. Он пользовался этим затишьем, чтобы разработать план бегства из части. Специально для этого он стал заучивать все фразы из русско-немецкого военного разговорника. В разговоре с унтер-офицером Фогелем он убедился в провале «блицкрига» и невозможности Германии одолеть СССР одним решительным ударом; также Фриц за время войны стал неоднократным свидетелем того, как немцы грабили оккупированные деревни в поисках продовольствия, расправляясь с мирными жителями за малейшее сопротивление. В то же время Шменкель опасался, что если попытается добраться до передовой, чтобы сдаться русским, то его не только перехватит какой-нибудь офицер пехоты, но и заподозрит неладное в его действиях. В итоге немец остановился на варианте ухода в леса к партизанам, рассчитывая, что они поймут его мотивы.

## Дезертирство и поиск партизан

### Обстоятельства исчезновения
Считается, что ефрейтор артиллерийского дивизиона Шменкель дезертировал из своей части не раньше 25 ноября 1941 года, когда было отправлено его последнее письмо Эрне, и не позже 5—6 декабря, когда началось контрнаступление советских войск под Москвой. Согласно свидетельствам партизан, Фриц ушёл со своей батареи, когда на фронте было относительное затишье; согласно П. Александровскому и А. Егорову, дивизион его батареи находился в эти дни на восточной окраине деревни Сомино. В своём последнем письме он поздравил с днём рождения свою дочь Урсулу, которой исполнилось 4 года, и добавил в письмо двусмысленную фразу «Теперь я знаю, что мне делать». Он также вложил в конверт купюру на 10 рейхсмарок. Перед уходом Шменкель решил не брать солдатский ранец, а разложил его содержимое по карманам своей шинели. Неизвестно, сколько времени он провёл в лесах, но примерное расположение линии фронта ему было известно. Ефрейтор старался следовать по маршруту Белый — Смоленск, ориентируясь по солнцу и продвигаясь в условиях сильных морозов: от них не спасало никакое имевшееся обмундирование. Иногда Фриц разводил костёр-невидимку, чтобы вскипятить котелок воды для чая и согреться самому. По пути он забрёл в опустевшую деревню, где развёл костёр в утробе печи и сварил мёрзлую картошку, найденную в сенях. Несколько раз он обнаруживал следы биваков, оставленных либо партизанами, либо пытавшимися выйти из окружения солдатами, но не рисковал искать их дальше.
Во время своего перехода Фриц старался держаться подальше от деревень, чтобы не попасть в руки фельджандармерии или гестапо. Как свидетельствовал начальник Западного штаба партизанского движения, член военного совета Западного фронта Дмитрий Попов, некоторое время Шменкель скрывался в селе Подмошье Ярцевского района Смоленской области, пока туда не нагрянул карательный отряд, после чего ушёл из села. В один из дней, перейдя несколько дорог и одно шоссе, немец пересёк по льду реку Вопь (приток Днепра) и оказался в районе города Ярцево, находившегося в 60 км от Смоленска. Пытаясь найти хоть кого-то из русских мирных жителей, он забрёл в село Курганово Ярцевского района Смоленской области, где его приютила семья Михаила Сидорова (до войны — председателя Харьковского сельсовета).

### В доме Сидоровых и на хуторе Паделище
В доме находились сам Михаил Яковлевич, его жена Юлия Ефремовна, сын Александр и дочь Ольга, когда к ним постучался неизвестный гость. По воспоминаниям Ольги, также партизанки, это произошло в конце ноября — начале декабря. Немец пришёл к ним «страшно замёрзший»: он носил шинель без погон и пилотку с суконными наушниками, а из оружия при себе имел только штык-тесак. На смеси русского и немецкого он попросился переночевать и сказал Сидорову, что шёл от города Белый и не хочет возвращаться на фронт. При этом во время разговора он постоянно оглядывался, словно боялся слежки. По воспоминаниям Михаила Яковлевича, немец погрелся какое-то время у печки и поужинал, а когда заметил, что сын Михаила Александр начал кашлять, ушёл на время из дома, вернувшись с крынкой молока, которую обменял на зажигалку. На смеси немецкого и русского языков, а также с использованием жестов и подручных предметов Шменкель сумел объяснить хозяину, что немцы не прорвались к Москве и терпят поражения от Красной армии.
Появление Шменкеля в доме Сидоровых представляло для последних угрозу: к тому моменту вступил в силу приказ о смертной казни в отношении лиц, прятавших у себя партизан, и о взятии в заложники гражданского населения после каждой совершённой против немцев диверсии. К ночи в тот же день в село приехали немцы, которые хотели расквартироваться, и Фриц попросил его спрятать: на его счастье, в дом Сидоровых не зашёл никто. На следующее утро Фриц сумел объяснить принявшей его семье, что дезертировал из армии и хочет присоединиться к партизанам. И Ольга, и Михаил поддерживали связь с партизанами — в том числе с известным партизанским отрядом «Смерть фашизму». Первоначально Шменкеля решили спрятать на мельнице в 4 км от села, но к вечеру поспешно забрали его оттуда, опасаясь прибытия немцев (на следующий день туда действительно нагрянули немцы, однако их перебили партизаны). Сидоров отправился к жителю хутора Паделище Сергею Поручикову с просьбой спрятать человека так, чтобы о нём никто не прознал, и Поручиков согласился помочь. На хуторе Фриц провёл около двух недель: житель хутора при этом постоянно приглядывался к немцу, опасаясь, что тот может оказаться гестаповским провокатором. Однако Сергей Михайлович ничего не обнаружил подозрительного, о чём и сообщил Сидорову: тот, в свою очередь, доложил о перебежчике партизанам.

## Принятие в отряд «Смерть фашизму»
Партизанский отряд «Смерть фашизму» был образован в декабре 1941 года в Бельском районе: его ядро составили семь красноармейцев во главе с сержантом Иваном Просандеевым, а позже его численность возросла до 36 человек. Должность комиссара отряда занимал Сергей Тихомиров. К началу 1942 года отряд был вооружён миномётами и противотанковой пушкой, перебравшись из Бельского района в Ярцевский. С отрядом соседствовали партизанские отряды имени Щорса, Лазо, Будённого, Фурманова, Котовского и Александра Невского, которые участвовали с ним в совместных операциях. Позже отряд перешёл в Вадинские леса, где появились Вадинские партизанские бригады.
Появление Шменкеля в отряде описывается авторами по-разному. Так, согласно Теодору Гладкову, февральским вечером 1942 года на хутор Паделище пришли трое бойцов отряда «Смерть фашизму», которые взялись доставить Шменкеля на встречу с командиром отряда: Поручиков разрешил забрать немца. При первой встрече они отнеслись к нему недоверчиво, несмотря на его попытки на немецком объяснить, что он хочет воевать против гитлеровцев, но всё же взяли с собой. Согласно Вольфгангу Нейгаузу, Шменкель прятался сначала на хуторе Паделище, а потом пробыл две недели на мельнице в Новоселках, пока его случайно не обнаружили двое солдат вермахта, с которыми тот устроил какую-то перепалку. Просандеев, узнавший от мельника о странном немце и его поведении, забрал последнего с собой.
В первом допросе Шменкеля участвовали командир отряда Иван Просандеев, комиссар Сергей Тихомиров и переводчик Виктор Коровин: последний допускал иногда ошибки, в связи с чем Шменкель вынужден был говорить медленно. В ходе допроса партизаны спрашивали Фрица, почему он не попытался сдаться в плен армейским частям. Шменкель рассказал подробно о своей жизни, упомянув и гибель отца от рук штурмовиков, и собственное тюремное заключение, подчеркнув, что хочет помочь советским партизанам в борьбе с гитлеровской Германией. По итогам допроса командир Просандеев постановил признать факт добровольной сдачи Шменкеля в плен партизанам, но обязал его пройти испытательный срок в отряде и зарекомендовать себя. Партизанка-разведчица отряда имени Сталина Ксения Калинкина (Щербакова) рассказывала, что Шменкель поначалу хотел сдаться регулярным частям, а не партизанам, поскольку в вермахте были распространены слухи о том, что партизаны не брали пленных. На состоявшемся позже собрании Шменкеля приняли в отряд, но обязали его доказать в бою право считаться партизаном по-настоящему.
На первых порах Фрица решили использовать в качестве специалиста по трофейному оружию, а следить за его деятельностью должен был партизан Пётр Рыбаков. В отряде немец был поначалу наблюдателем и носил при себе бинокль, оружие ему при себе иметь не дозволяли. На первых порах его назначали только в дозор, а в укрытии ставили своего человека, и Фриц тяжело переносил тот факт, что ему не доверяли. Вскоре он провёл одно из первых занятий для партизан, обучая их стрельбе из ручного пулемёта MG-34. Поскольку Шменкелю не дозволяли иметь при себе оружие, патроны на этих занятиях не использовались.

## В составе отряда «Смерть фашизму»

### Первые бои
15 февраля 1942 года в селе Курганово произошёл бой, определивший судьбу Фрица. Незадолго до этого партизаны предприняли неудачную попытку отбить склад у немцев, но при этом выяснили, что те собираются захватить Курганово. Подошедшие незаметно к селу немецкие диверсанты скрутили часового Семёна Шитикова, который нёс службу в Пятидворке (часть села Курганово) и зашёл в избу погреться. Дети в селе подняли тревогу, завидев немцев, и партизаны заняли оборону, вступив в бой; командир отряда Просандеев приказал Рыбакову следить за Фрицем. Как рассказывал партизан Виктор Спирин, в какой-то момент Шменкель заметил врага, спрятавшегося за ёлкой и стрелявшего оттуда по позициям партизан. Немец взял винтовку у раненого партизана и выстрелил навскидку, подстрелив противника-немца, а затем подстрелил и другого врага. Именно тогда партизаны окончательно признали Фрица Шменкеля своим соратником и товарищем, вручив ему оружие убитого (винтовку и пистолет Люгера). Шменкель также попросил, чтобы до конца войны солдаты его не называли Фрицем во избежание ассоциаций с прозвищем «фрицы», которым называли в советской печати всех немцев, а выбрали ему какое-нибудь другое имя. С этого момента Шменкель стал известен в рядах партизан как «Иван Иванович» или просто «Иван». Согласно Вольфгангу Нейгаузу, поначалу его называли Иваном Павловичем, но позже стали звать Иваном Ивановичем для удобства.
После боя в Курганово отряд двинулся в Вадинские леса. 9 марта в деревне Комарово состоялся первый бой, в котором «Иван Иванович» участвовал впервые уже как равноправный боец — этот бой прошёл по традиционной партизанской схеме «засада засаде». Разведка доложила, что немцы отправили отряд в село, чтобы подготовить засаду на партизан, угрожавших находившемуся в 12 км городу Сафоново, где был сосредоточен немецкий гарнизон. Партизаны решили организовать собственную засаду в бревенчатом сарае на окраине села. В день боя к дому подъехали немцы на нескольких санях, двое солдат по приказу офицера пошли осматривать сарай и тут же были уничтожены. Засевшие в сарае партизаны открыли огонь, бросив в сани несколько ручных гранат: стреляли они в основном из карабинов, поскольку пистолетов-пулемётов у них было очень мало и носили их только лучшие бойцы. В ходе боя один из офицеров, вооружённый пистолетом-пулемётом MP-38/40, ворвался в сарай, запрыгнув в проём между последним бревном и невысокой кровлей, но качнулся и выпустил очередь в крышу сарая. Шменкель мгновенно среагировал и нейтрализовал противника мощным ударом приклада карабина. 10 марта, на следующий день, немцы отправили второй отряд в Комарово, рассчитывая захватить партизан, которые задержатся в деревне на ночь и станут тем самым лёгкой мишенью. Однако командир партизан Просандеев снова атаковал противника из засады: в ходе этого боя Шменкель убил четырёх солдат и взял в качестве трофея ручной пулемёт. С этой поры в отряде он служил именно пулемётчиком.

### Дальнейшая служба
Следующее упоминание об отличии Ивана Ивановича в битве (после боя в Комарово) в составе отряда «Смерть фашизму» упоминается 17 апреля, когда он участвовал в засаде под деревней Дяблово Пречистенского района. По свидетельству старшего лейтенанта Дмитрия Горских, когда атакованные партизанами немцы начали отступать, Шменкель успел обнаружить двух притаившихся солдат и уничтожил их прицельным огнём, взяв в качестве трофеев две винтовки с подсумками. Чуть больше чем за неделю до этого, 9 апреля погиб командир отряда Просандеев, гибель которого стала для партизан большой утратой.
В отряде Шменкель руководил работой по изучению трофейного стрелкового оружия, трофейных миномётов, гранат, мин и т. д., а также обучением партизан по применению этого оружия. С первых дней пребывания в отряде он занимался изучением русского языка, который выучил в достаточной степени. Он часто беседовал с бойцами на разные темы, узнавая больше об истории революции и гражданской войны, о Москве и её облике, о народах СССР, о жизни простых людей и многом другом. Он постоянно ходил на все комсомольские собрания и занимался бытовыми вопросами (в том числе рубил деревья для строительства партизанского лагеря). Помимо перечисленных выше обязанностей, Шменкель исполнял также роль и снайпера: он научился обращаться с винтовкой со специальным глушителем, образцы которого поставлялись с большой земли: из этой винтовки он снимал часовых и вражеских разведчиков. Он также исполнял обязанности военного переводчика, а иногда и военного разведчика. Ивану Ивановичу также доверяли разбирать трофейные лекарства. Командиры напоминали бойцам, чтобы те берегли Ивана Ивановича, не давали ему зарываться и не вздумали бросать его раненым или даже убитым.
Иван Иванович всегда искренне переживал, обнаруживая следы военных преступлений немецких войск и задаваясь вопросом, почему их совершают не только эсэсовцы, но и простые солдаты вермахта. В частности, он был среди тех, кто обнаружил в деревне неподалёку от Мирополья сгоревший сарай, в котором, как выяснилось, были заживо сожжены немцами около 150 человек (партизаны не успели вовремя прийти на помощь из-за глубоких снегов). Тяжело переживавший эту трагедию, Шменкель на встрече с партизанами на реке Труботка задал риторический вопрос, почему у солдата может подниматься рука «детей, киндеров кидать в огонь». В середине марта он узнал от Марии Поручиковой, дочери партизана Сергея Михайловича с хутора Паделище, который представил его отряду «Смерть фашизму», страшную новость: её отца повесили 1 марта 1942 года немецкие солдаты. Как оказалось, покидая хутор Паделище и собирая вещи, Шменкель впопыхах забыл свою трубку с кисетом: полицаи по этому предмету догадались, что Поручиков-старший укрывал у себя немецкого дезертира, и сдали его оккупационным властям. Однако Сергей Михайлович даже под угрозой смерти не сознался в том, кого именно скрывал и где находятся партизанские связные. Позже Шменкель называл себя «вечным должником» перед Поручиковым-старшим.

### Засада на автоколонну у Митово
10 мая 1942 года недалеко от Митово на дороге Духновщина — Белый отряды «Смерть фашизму» (с левого фланга), имени Суворова (по центру) и имени Буденного (с правого фланга) атаковали из засады двигавшуюся автоколонну противника, в которую входили 8 танков, два тягача с орудиями и два грузовика. Вооружённые пулемётами с зажигательно-бронебойными пулями и гранатами, партизаны открыли огонь по танкам, целясь в расположенные вокруг башен бензобаки. Благодаря точным попаданиям по бензобакам им удалось уничтожить 7 танков противника, тягач с пушкой и автомашину, а также ликвидировать 43 солдат противника.
По словам партизана Виктора Спирина, именно Иван Иванович подсказал командиру стрелять по бензобакам танков, чтобы взорвать их. На момент этой засады Шменкель обучил стрельбе из пулемёта шестерых партизан из отряда, а сам лично убил 30 солдат противника. Однако после засады позиции партизан были атакованы авиацией, сбросившей бомбы: в тот день отряд потерял своего командира Павла Заречнова, получившего смертельное ранение. 30 мая 1942 года о засаде, проведённой «партизанскими отрядами товарищей В. и С.», сообщили в сводках Совинформбюро; в тот же день было принято решение об образовании Центрального штаба партизанского движения, в ведение которого переходили все партизанские отряды. В связи с этим информация о Шменкеле вскоре была доведена до руководства Штаба: в частности, в оперативной сводке от 28 июня 1942 года упоминалось не только о службе Шменкеля пулемётчиком в отряде, но и о том, что он уничтожал вражеских часовых.
Упоминания о Шменкеле без указания его имени со временем стали чаще звучать в сводках Совинформбюро. Так, в мае 1942 года отряд «Смерть фашизму» взял в плен лейтенанта 7-го мотоциклетного батальона 7-й танковой дивизии, военного хирурга Пауля Пансгена, который рассказал не только о хорошем обращении в плену, но и о том, что лично виделся со Шменкелем (об этом стало известно в сообщении Совинформбюро от 29 мая 1942 года). В одном из боёв немец был легко ранен в руку: помощь ему оказала Надежда Фёдорова, одна из основательниц отряда «Смерть фашизму» и будущая кандидат физико-математических наук. Вольфганг Нейгауз писал, что этот бой произошёл летом на окраине села Слобода, куда партизаны ушли заблаговременно из своего лагеря, узнав от захваченных «языков» о подготовке немцев к нападению на партизанский лагерь. В ходе этого боя партизаны благодаря наземным минам и гранатам подорвали несколько танков противника, а также уничтожили немало живой силы, в том числе жандармов с бойцовыми собаками; после боя они отошли в соседнее село Татьянка вместе с раненым Шменкелем, а затем в Вадино, где был образован новый лагерь.

### Участие в отдельных операциях
Переодеваясь в немецкую форму, Шменкель нередко перехватывал обозы с припасами и отводил их в засады, а иногда захватывал в качестве «языков» немецких солдат и офицеров, отводя их в распоряжение отряда и узнавая о планах немцев. Павел Александровский и Алексей Егоров описывали две такие успешные операции. В первом случае кавалерийский эскадрон немцев двигался в район города Белый, и партизаны подготовили против них засаду в деревне Симоновка. Кавалеристы неожиданно пошли другим маршрутом, и Шменкель решил сам выманить немцев, взяв с собой двух переодетых в форму полицейских сослуживцев (немецким они не владели). Перехватив отряд, Иван Иванович сообщил ему, что его подразделение якобы было атаковано партизанами, которые заняли тот самый маршрут к Белому, по которому следовали конники. «Полицаи» посоветовали немцам ехать через Симоновку, и те последовали этому «совету». Засада увенчалась успехом, а партизаны заполучили около 70 лошадей.
Во втором случае группа бойцов, искавшая припасы и переночевавшая в Симоновке, узнала о наличии в Прохоровке большого немецкого обоза, готовившегося к отправке на фронт. Чтобы перехватить его, партизаны решили установить доску с надписью «Мины» на том участке, где от большака отделялся просёлок, и указали «предполагаемый» объезд стрелкой. Шменкель, заметивший приближавшегося мотоциклиста, подстрелил его из винтовки с глушителем, выбросил его тело и сам сел за руль мотоцикла, чтобы выманить колонну на засаду. В качестве трофея партизанам досталось до ста подвод с продовольствием, боеприпасами, медикаментами, горючим и обмундированием. В ещё одной ситуации Иван Иванович, одевшись в немецкую форму, заглянул в занятую немцами деревню и раздобыл там запасы хлеба и картошки. Он погрузил их на подводу и привёз ночевавшей в лесу группе партизан из 12 человек.
Шменкель также участвовал в операциях по подрыву мостов: согласно Борису Полевому, он участвовал в подрыве моста на дороге Смоленск — Белый; Вольфганг Нейгауз писал, что Иван участвовал в подрыве моста через реку Воп. Летом 1942 года он занимался сборкой трёхкилограммовых мин для подрыва железнодорожного полотна: велась подготовка к подрыву резервной ветки, по которой по ночам немцы пускали эшелоны для снабжения войск (в обход главной магистрали Минск — Смоленск — Вязьма). Как писал Нейгауз, в результате этой диверсии с рельсов сошёл эшелон с личным составом гитлеровской армии, а также поезд с несколькими цистернами топлива; партизаны также забрали с собой машиниста и кочегара, успевших спрыгнуть с эшелона с горючим.

### Объявление в розыск
Обстоятельства исчезновения Шменкеля показались командованию вермахта слишком подозрительными, чтобы включать его в списки пропавших без вести. В итоге он был включён в Немецкую розыскную книгу за 1942 год как дезертир и объявлен в розыск имперской криминальной полицией. К лету 1942 года немцы убедились, что дезертировавший Шменкель действительно находится в рядах партизан. За его жизнь было объявлено вознаграждение: в частности, русским обещали дом, корову и 8 га земли, немецким солдатам — двухмесячный отпуск в тылу и денежное вознаграждение. Шменкель, как отмечал Борис Полевой, с иронией говорил, что его голову «неплохо» оценивают оккупационные власти. Согласно «Сообщениям из оккупированных восточных областей» РСХА от 25 сентября 1942 года, в некоей деревне Кузинино действовала группа партизан из 10 человек, носивших немецкую форму; во главе группы находился немецкий солдат, который носил советский офицерский ремень и был вооружён пистолетом. В приводимом описании легко угадывался Шменкель.
Согласно Вольфгангу Нейгаузу, впервые о существовании листовок Ивану Ивановичу сказал один из взятых партизанами пленных (в книге Нейгауза он выведен под именем унтер-офицера Эрнста Кванда из 11-й танковой дивизии). Увидел их Шменкель впервые во время операции на товарной станции Ярцево, в ходе которой группа из девяти партизан во главе со Шмейхелем разоружила охрану и захватила мощную радиостанцию, а также раздобыла большой запас медикаментов для нужд отряда «Смерть фашизму». Согласно писателю Вольфгангу Нейгаузу, некоторые пленные узнавали Шменкеля в лицо по листовкам, но почти никто из них не принимал его решение перейти к партизанам. При этом Шменкель был не единственным немецким дезертиром, перешедшим к партизанам: летом к отряду присоединился чех Ян Кубат, призванный на фронт в августе 1941 года, направленный в люфтваффе механиком по ремонту электрооборудования. Весной 1942 года он покинул свою часть, находившуюся в деревне Починок Пречистенского района, и перешёл на сторону партизан. В августе 1942 года Кубат погиб у деревни Малявна, прикрывая отход партизан: его гибель, как и гибель других бойцов партизанского отряда, Иван Иванович переживал очень тяжело.

### Бригада имени Чапаева
26 июня 1942 года несколько действовавших в Смоленской области партизанских отрядов были объединены в партизанскую бригаду имени В. И. Чапаева, которая после образования Вадинской партизанской группы получила наименование 3-й Вадинской. В состав бригады вошли семь отрядов — отряды имени Котовского, Чкалова, Будённого, Лазо, Щорса, «За Родину!» и «Смерть фашизму». Бригаду возглавил артиллерист, старший лейтенант (позже капитан) Николай Морогов, ранее командир отряда имени Котовского; комиссаром бригады был назначен Михаил Полуэктов из того же отряда; начальником штаба — Алексей Савинов, бывший командир отряда имени Будённого. На все отряды отныне распространялись положения воинского устава Красной армии, а 28 июня бойцы всех отрядов (в том числе и Шменкель) принесли воинскую присягу. В разведывательное подразделение бригады из отряда «Смерть фашизму» были зачислены три бойца: Иван Иванович, Виктор Коровин и Григорий Лобацкий. С самого начала июля бригада начала действовать против регулярной пехотной дивизии вермахта, которую планировали перебросить на Сталинградский фронт. Дивизии была дана задача очистить территорию от присутствия партизан, однако их упорное сопротивление не позволило немцам решить эту задачу. По некоторым оценкам, партизаны своими действиями сковывали силы до 300 тысяч солдат и офицеров Германии.
10 августа 1942 года группа из трёх партизан, переодетых в солдат вермахта, прибыла в деревню Скерино Бельского района. В составе группы были Иван, действовавший под легендой врача Пансгена, а также Пётр Рыбаков и Виктор Коровин. Переодетые партизаны собрали группу из семи служащих вспомогательной полиции и приказали следовать за ними до получения дальнейших распоряжений, а дойдя до определённого места, тут же разоружили конвоируемых. Все семеро предстали перед партизанским судом и были казнены: они были причастны к смертям многих людей, сочувствовавших партизанам (комсомольцам, членам партии, связным), а также к убийствам пленных красноармейцев (подтверждена причастность к убийству минимум трёх пленных). Среди семи казнённых полицаев из Скерино были бывший кулак Максим Петухов и его сын Владимир, а также некто Иван Румянцев. Другой сын Петухова-старшего — командир полицейского гарнизона, староста села, дважды судимый Алексей Петухов по кличке «Лёшка Максимёнок» в тот день был вызван в комендатуру в деревню Шамилово, что спасло его тогда от партизанской расправы. На следующий день неподалёку от Скерино лейтенант Васильев организовал засаду, ожидая прибытия немецких частей: в ходе короткого боя, в котором участвовал Иван Иванович, были уничтожены четыре автомобиля и свыше 20 немецких солдат.
В октябре 1942 года партизанским отрядом «Смерть фашизму» были подорваны несколько эшелонов с солдатами, техникой и боеприпасами. Со слов партизанки Ксении Калинкиной, в те же дни в канун годовщины Октябрьской революции Шменкель совершил вылазку: переодевшись в «генеральскую немецкую форму», он вышел к немецкому обозу, шедшему в район города Белый, и перенаправил его в лес: партизаны заполучили немало продуктов, водки, папирос и боеприпасов. Ксения также рассказывала, что немец «очень красиво ухаживал за одной нашей девушкой». 9 ноября 1942 года отряд «Смерть фашизму» как лучший из отрядов всей 3-й Вадинской партизанской бригады получил переходящее Красное знамя Батуринского РК ВКП(б). Однако в этих осенних боях от полученных ранений скончался комиссар отряда Сергей Тихомиров.
В ноябре 1942 года Иван Иванович впервые встретился с генералом Сергеем Иовлевым, руководившим партизанской деятельностью в Вадинском крае. В ночь с 29 на 30 ноября силами бригады был разгромлен гарнизон немцев в деревне Терешино. В 17 часов вечера командир бригады Морогов созвал командиров на совещание в Колыгинский лес (2 км от деревни), где изложил боевые задачи и план атаки: два отряда должны были перекрыть дороги из деревни на север к Кулагино и на юг к Прудищу, а три других отряда — разгромить гарнизон (главной ударной силой должен был стать именно отряд «Смерть фашизму»). Иван Иванович получил от командира личную задачу — снять из снайперской винтовки с глушителями вражеское боевое охранение и расчистить путь отряду. Бой начался в отсутствие командира Морогова, вызванного к руководителю Вадинской партизанской группы генералу Иовлеву; поддержку партизанам оказывали 45-мм пушки и 82-мм миномёты. В ходе сражения партизаны сожгли более 57 автомобилей, уничтожили более 400 солдат и офицеров, захвачены немало трофеев (в том числе знамя и штабные документы немецкой армии). Шменкель и действовавший с ним Пётр Рыбаков из винтовок с глушителем уничтожили пятерых часовых и затем включились в бой. Через несколько дней Морогов подписал наградной лист на Шменкеля.

## Операция «Звездопад»

### В канун операции
После наступления Нового 1943 года партизанам стало известно о подготовке крупной карательной операции сводными силами немецких войск на территории Смоленской области. Планировалось задействовать части 41-го танкового корпуса, подразделения 246-го пехотного полка и особые полицейские подразделения, в том числе силы полевой жандармерии, войск СС и гестапо. Так, для операции были подготовлены части 2-й авиаполевой дивизии люфтваффе — группа полевой жандармерии численностью 10 жандармов и 100 человек ягдкоманды (командир — Хабихт). Были направлены части 4-го лыжного полка, отряды зондеркоманды «7а», батальон охранных войск, 308-й восточный батальон (командир капитан Второв), две роты СС, 11 ягдкоманд (в том числе команда «Охотники Востока» гауптмана Бишлера) и разные полицейские отряды. Всего в операции должны были принять участие около 5 тысяч человек. Целью ставилось уничтожение центра партизан в Вадинском крае. Действиями против партизан руководил военачальник Ваффен-СС по фамилии Петрих, который командовал кавалерийской частью.. Основные силы противника были сконцентрированы в Духовщине. Номинально силы партизан были неравны: в 3-й Вадинской партизанской бригаде насчитывалось 650 человек на 12 км линии обороны.
Началу операции до этого мешало отсутствие морозов и глубокого снега. Шменкелю как разведчику доверили задачу раздобыть какие-либо сведения, которые позволили бы установить предполагаемые места атак эсэсовцев и подготовить оборону: он должен был следить за связными и курьерами на шоссе Батурино — Духовщина. 10 января 1943 отряд «Смерть фашизму» атаковал из засады кавалерийский эскадрон у Доброселово, убив нескольких офицеров и взяв нескольких лошадей в качестве трофеев. Шменкель попытался взять «языка», но в пылу борьбы свернул своему противнику шею. Разбирая трофеи, партизанам удалось обнаружить карту у одного из убитых с пометками нескольких сёл, где собирались предпринять свои атаки немцы. 16 января отряд имени Котовского разгромил колонну бронетехники, понеся потери, но обнаружил у одного из водителей пакет с зашифрованным донесением относительно операции «Звездопад» (нем. Sternlauf) — той операции, которую должны были провести немцы. Предполагалось, что немцы должны были окружить партизан со всех сторон и нанести удар по центру.

### Оборонительные бои
22 января 1943 года немцы начали свою операцию. В день начала операции около 700 немецких солдат начали наступать на деревню Овсяники: принявший бой отряд «Смерть фашизму» вынужден был отступить к деревне Верховье, но не смог закрепиться и там. 25 января немцы заняли деревни Курбатово, Верхонье, Андрейково, Самодумки и Ширково, а 26 января заблокировали Вадинский и Канютинский леса. Позиции партизан постоянно подвергались бомбардировкам с воздуха. Немцы разбрасывали листовки за подписью генерала фон Шенкендорфа и оберфюрера СС Наумана, предлагая партизанам сдаться в обмен на сохранение жизней. При этом жителей занятых деревень немцы казнили, сжигая их заживо в сараях: так, из более чем 300 жителей деревни Леоново одна часть была забита до смерти, а другая расстреляна за околицей в лощине. В ходе одной из вылазок 27 января Шменкель сумел раздобыть около двух десятков немецких автоматов с большим запасом патронов. К 29 января возникла реальная угроза прорыва, в связи с чем комбриг Морогов решил нанести упреждающий удар по гарнизонам фашистов.
Он разделил партизанские силы на три части, чтобы те атаковали по отдельности Самодумки, Гаврюшино и Ширково (отряд «Смерть фашизму» участвовал в атаке на Самодумки). Рейд оказался успешным (в ходе атаки было уничтожено 60 врагов), но не остановил наступление немцев. 2 февраля оно возобновилось с ещё большей силой: партизаны из отряда «Смерть фашизму», а также отрядов имени Щорса, Котовского и Фурманова держали оборону на участке Колыгино — Татьянка — Самодумки. Командир отряда «Смерть фашизму» Васильев был трижды ранен, но не оставил поле боя. 3 февраля немцы захватили место расположения отряда Васильева на опушке у деревни Татьянка. В тот же день генерал Иовлев принял решение снять партизанские отряды с позиций и организованно отступить в Симоновские и далее в Варваринские леса. Командованием отряда «Смерть фашизму» по радио был принят приказ Верховного командования, которое объявило благодарность партизанам за проявленные в боях мужество и отвагу, а также приказало им небольшими отрядами и группами вырваться из окружения и перейти линию фронта.

### Эвакуация
В ночь с 8 на 9 февраля 1943 года линию фронта между Чёрным ручьём и Островами перешло около 470 бойцов Чапаевской бригады, свыше 100 бойцов других партизанских бригад и до 500 мирных жителей. В ночь с 9 на 10 февраля, по воспоминаниям партизана Александра Земцова, бойцы прошли через Свитские болота при помощи проводника Артёма Николаенкова и вышли на позицию одной из частей 41-й армии Калининского фронта. Отряд «Смерть фашизму» по пути из кольца блокады попал в засаду: в том бою погибли такие бойцы, как лейтенант Василий Васильев, ординарец Андрей Козлов, врач Анастасия Кудинова, отделённый Николай Козуб и пулемётчик Пётр Рыбаков. Шменкель огнём из пулемёта прикрывал отступление своих товарищей; сам он следовал за начальником штаба бригады Петром Филипповым, который нёс также знамя бригады. После тяжёлого боя Шменкель отделился от группы и какое-то время бродил по лесу, пытаясь найти выход к своим. Обмороженного и обессилевшего Ивана Ивановича спас комиссар отряда имени Александра Невского (он же отряд «Комсомолец») Фрол Тимошенков, который подобрал его в Барановском лесу и затем выходил. Когда Иван Иванович пришёл в себя, то решил вернуться в свой прежний отряд. Ему удалось выйти к одной из групп отряда «Смерть фашизму», которой руководил начальник штаба Пётр Филиппов. По свидетельствам Виктора Спирина, Шменкель был выдержан и никогда не жаловался на трудности.
Согласно донесениям начальника полиции безопасности и СД от 9 апреля 1943 года, операция против партизан в лесистой местности к западу от железной дороги Дурово — Владимирское продлилась до 12 февраля 1943 года. Отряд численностью от 3 до 4 тысяч человек потерял убитыми в бою и казнёнными 1587 партизан и 566 мирных жителей, поддерживавших партизан. В плен попали 198 партизан, 40 перебежчиков и 917 мирных жителей. В качестве трофеев немцы взяли 11 артиллерийских орудий, 8 противотанковых пушек, 17 гранатометов, 61 пулемёт, 254 винтовки, 23 пистолета-пулемёта, 52 лошади и многое другое. По оценкам советских военных, в ходе операции «Звездопад» от рук немцев погибли 10 тысяч мирных жителей. Однако немцы так и не смогли при этом уничтожить партизанское движение: ими не было добыто ни штабных документов, ни партизанских знамён.
2 марта 1943 года началась Ржевско-Вяземская наступательная операция, благодаря которой Вадинский партизанский край был освобождён от немецких войск. 16 марта партизаны вместе со Шменкелем встретили в Белом солдат Калининского фронта. В том же месяце все оставшиеся бойцы 3-й Вадинской партизанской бригады имени Чапаева были срочно эвакуированы в Москву, где им предстояло лечение. Командование должно было определить, кто из партизан и где продолжит нести службу. По итогам медицинского осмотра врач, констатировавший обморожение ног у Шменкеля, велел направить его на лечение в военный санаторий в Митино.

## Пребывание в Москве
Командование должно было отсеять не подлежавших призыву лиц (стариков, женщин и детей), а оставшихся распределить либо по регулярным частям РККА, либо по специальным курсам или военным школам, готовившим военных разведчиков, минёров, радистов и партизанских командиров. Фриц Пауль Шменкель оставался единственным выжившим немцем среди эвакуированных партизан (остальные немцы-перебежчики, воевавшие в партизанских отрядах, погибли при прорыве блокады в Вадинских лесах): его судьбу планировали решать, исходя из составленных его начальством характеристик. Так, начальник Западного фронта партизанского движения и член Военного совета Западного фронта Дмитрий Попов, лично знавший немца, указал, что за всё время пребывания в рядах партизан Шменкель уничтожил более 100 немецких солдат, 6 офицеров и 11 полицейских. По словам командира отряда «Смерть фашизму» Дмитрия Горских, трижды его отряд оказывался в окружении, и все три раза Шменкель являлся на сборный пункт со своим пулемётом. Командир вадинских партизан подполковник Николай Бобров в характеристике от 8 мая 1943 года сообщал, что за 14 месяцев службы Шменкелем были убиты 150 немецких солдат и полицаев, а также приведены трое пленных. Сам немец успел побывать на Красной площади, а в конце апреля ему даже довелось встретиться с уже знакомой ему партизанкой Ольгой Кондрученковой (в девичестве Сидоровой), у которой 21 марта родился сын, получивший имя Ростислав.
27 мая 1943 года рядовой Фриц Паулевич Шменкель был награждён орденом Красного Знамени, приняв поздравления от командира бригады Морогова и многих своих соратников по партизанскому отряду. Будучи в партизанских рядах, немец также был представлен к медали «Партизану Отечественной войны». 9 июня его пригласил к себе представитель Западного штаба партизанского движения Герой Советского Союза подполковник Кирилл Осипов, который вручил ему орден: после вручения немец был сфотографирован с новой наградой. На той же встрече Шменкель заявил, что хотел бы вместе с Красной Армией вступить в освобождённый Берлин. Перед новым назначением немец провёл ещё две недели в доме отдыха для партизан, где залечивал обмороженные ноги. Он отказался от работы пропагандистом среди пленных немцев, но принял предложение поступить в специальную школу для подготовки военных разведчиков, работавших в тылу врага. Как писал Вольфганг Нейгауз, работавший вместе со Шменкелем капитан Фома Дударев предложил Шменкелю пройти подготовку для выполнения специального задания в тылу врага: немцу-антифашисту предстояло под легендой офицера вермахта собирать в течение восьми—девяти месяцев ценную для советских войск информацию, необходиммую для дальнейшего наступления. Шменкель дал своё согласие и был направлен на соответствующую подготовку.
В сентябре 1943 года Шменкель был откомандирован в распоряжение разведывательного отдела Западного фронта, где прошёл специальную подготовку. Уже имевшийся боевой опыт во многом облегчал Шменкелю учёбу, хотя он также осваивал новые дисциплины, обучаясь обращению с разным оружием и занимаясь физической и политической подготовкой. Чтобы быть в курсе событий, он также читал газету «Freies Deutschland», которую выпускал национальный комитет «Свободная Германия». В конце декабря 1943 года Шменкель был вызван к начальству и представлен командиру группы особого назначения разведотдела штаба Западного фронта, лейтенанту Анатолию Моржину, который должен был возглавить новую группу разведчиков в немецком тылу. Группа под названием «Поле» должна была выполнять специальные задания в районе к северу от Орши: Шменкель был назначен заместителем её командира. Сведения, которые предстояло заполучить группе, в перспективе должны были облегчить последующие наступательные операции на территории Белорусской ССР.

## Обстоятельства гибели

Памятная доска Фрицу Шменкелю на доме № 2 на площади Свободы в Минске. Надпись: «В этом здании в феврале 1944 года был приговорён к смертной казни фашистскими палачами активный участник антифашистской борьбы и Великой Отечественной войны немецкий гражданин Герой Советского Союза Фриц Шменкель»

### Заброс в тыл врага
В ночь с 29 на 30 декабря 1943 года Иван Иванович вместе с двумя разведчиками — И. А. Рожковым и В. Д. Виноградовым — был переправлен за линию фронта, однако группа не вышла на связь ни в ожидаемое время, ни по прошествии трёх суток. Все трое были объявлены пропавшими без вести. Только спустя много времени чекисты установили картину действий: после перехода линии фронта группа попала в засаду, и Шменкель чудом выжил. Через несколько дней он в форме немецкого капитана с документами на имя Карла Мюллера появился в одном из белорусских городов, где размещался немецкий гарнизон. Он мог свободно перемещаться по улицам и даже связался с местным партизанским подпольем, однако у партизан не было связи с большой землёй. Роковым для немца оказался факт наличия в подполье предателя, который и донёс о разведчике.

### Арест и суд
Оккупационные власти арестовали немца, начав его допрашивать. На первых порах следователи убедились, что перед ними был именно немец, но не могли понять, что это за человек. Вскоре пришли данные дактилоскопической экспертизы, на основании которых следователи пришли к выводу, что перед ними был разыскиваемый уже несколько лет дезертир, который переметнулся к партизанам. Допрос вели сотрудники 723-й части тайной полевой полиции Орши, но Шменкель отказался что-либо сообщать следователям, за исключением того, что он действительно перешёл на сторону партизан с целью сражаться против нацистской власти. Следователи не смогли выбить из Шменкеля какие-либо ценные сведения о советских войсках и подпольщиках ни угрозами, ни какими-либо обещаниями. Вскоре он был этапирован в Минск в военную тюрьму на улице, носившую во время оккупации название Гефенгнисштрассе (нем. Gefängnisstraße), и брошен в одиночную камеру.
15 февраля 1944 года состоялось заседание военно-полевого суда, который приговорил Шменкеля к смертной казни и «к лишению гражданских прав и чести навечно». Обвиняемому на судебном заседании почти не задавали вопросов, но суд соблюдал все формальности с невероятной точностью, чтобы не предавать огласке суть рассматриваемого дела. Немцы боялись, что в этом случае процесс из обычного уголовного превратится в политический, а идеи Шменкеля подхватят и другие военнослужащие, желающие дезертировать. На документы по этому делу гитлеровцы наложили гриф секретности, который планировали снять только в 1974 году. Считается, что за всю войну смертные приговоры по обвинению в дезертирстве или подрыве боевого духа были вынесены от 25 до 30 тысячам солдат вермахта.

### Расстрел
Ранним утром 22 февраля 1944 года Фриц Шменкель был расстрелян в Минске: приговор привели в исполнение в 8:10 утра в тюремном дворе. Перед казнью к нему камеру к Шменкелю зашёл пастор Эбергард Мюллер, который собрался его исповедовать. В последнем разговоре разведчик сказал духовнику, что его совесть чиста перед людьми и он ни в чём не раскаивается. Он также попросил Мюллера передать последнее письмо жене и детям, и пастор согласился исполнить последнюю волю Фрица, несмотря на действовавший запрет на подобные передачи. Шменкель в своём письме извинился перед женой и детьми за то горе, которое мог им доставить своими поступками, но сказал, что останется верен своим убеждениям до последних мгновений жизни. Теодор Гладков приводил следующее содержание письма:

Простите меня за то горе, которое я вам причинил. Но я дошёл по выбранному мною пути до конца. Я со спокойствием смотрю на свою казнь. Но я не раскаиваюсь, потому что я боролся за хорошее дело… Береги детей. Сообщи бабушке, что я, вскоре после моего двадцать восьмого дня рождения, умер. Прощайте. Никогда больше вас не увидящий папа.

Фриц Шменкель был похоронен на кладбище в Минске, хотя в официальном извещении о смерти, направленном Эрне, оно не было указано. Приказом запрещалось сообщать о его смерти в какой-либо форме в газетах или журналах. В 1952 году пастор Эберхард Мюллер в письме к Эрне рассказал о том, что из сотен встреч с приговорёнными к смерти очень хорошо запомнил встречу с Фрицем. Однако, по мнению Мюллера, «настали другие времена», поэтому вспоминать о Шменкеле не имело никакого смысла. Позже останки Шменкеля перезахоронили на военном кладбище около города Берёза Брестской области; в 2023 году на могиле был установлен надгробный камень на средства, собранные инициативной группой из Хемница.

## Личная жизнь

### Семья
Во время прохождения трудовой повинности Фриц Шменкель иногда ходил на танцы в деревне Кляйн-Вербиц. Там он в ноябре 1936 года познакомился с девушкой по имени Эрна Шефер, семья которой жила в поместье Гюлихен под Любеном (отец был каретным мастером), а сама Эрна подрабатывала с 10 лет у местного кузнеца. Их следующая встреча состоялась только 31 марта 1937 года в деревне Рересдорф, опять же на танцах: там проводилась вечеринка по случаю окончания трудовой повинности. В разговоре Эрна поведала, что в Рерсдорфе жила её сестра Минна Шорш, у которой уже был ребёнок. 30 октября 1937 года Фриц и Эрна поженились в Рауэндорфе.
В браке родились трое детей: сын Ганс, дочери Урсула и Криста. Старшая дочь Урсула родилась недоношенной (семимесячной), но из троих детей она лучше всего запомнила в лицо своего отца (Ганс и Криста знали его только по фотографиям). Некоторое время они жили в Варзове, где и родилась Урсула, а в августе 1938 года переехали в Гюлихен: Эрна была на тот момент беременна вторым ребёнком. С отцом Эрны Фриц постоянно конфликтовал из-за поддержки Шефером-старшим нацистской партии. По иронии, своевременный призыв Шменкеля в вермахт в декабре 1938 года (за две недели до рождения дочери Кристы) избавил его от подобных споров. Третий ребёнок, Ганс, родился 12 февраля 1940 года; в мае 1984 года он посетил Москву в составе делегации из ГДР, которая совершала поездку «По следам Фрица Шменкеля».
Пока муж служил в вермахте, Эрна регулярно каждое второе число месяца получала пособие в размере 82 марок, однако 2 апреля 1942 года ей сообщили о прекращении выплат: через несколько дней до Эрны довели факт дезертирства Фрица. Чтобы прокормить семью, ей пришлось устроиться на фабрику обработки дерева и металла Гадебуша в Любеке, где она поначалу зарабатывала до 220 марок в месяц при полном рабочем дне, но на седьмой неделе из-за истощения перешла на сокращённый рабочий день с заработком в 120 марок. В апреле 1944 года Эрна получила заказной пакет, в котором было извещение о смертном приговоре в отношении Шменкеля и о том, что в прессе запрещено сообщать о его смерти; в том же месяце пастор Эберхард Мюллер, исполняя данное Фрицу обещание, передал последнее письмо Эрне.
Оставив детей на попечение соседки, Эрна после получения писем поехала к родителям, однако вскоре сбежала из родительского дома, не получив никакой поддержки от родственников. В дальнейшем ей помогала только бабушка Шменкеля Вильгельмина, которая запрещала даже матери Фрица плохо говорить о её погибшем сыне. К самой Эрне позже наведывались агенты гестапо, которые угрозами пытались вынудить её вернуть девичью фамилию и тем самым отречься от памяти о муже, но Эрна отказалась. Позже её вызывал на встречу бургомистр, который шантажировал вдову фотографией Шменкеля в советской гимнастёрке, однако не смог добиться от неё каких-либо показаний, которые могли бы использоваться против самой женщины. Посильную помощь жене оказывали неизвестные люди, оставлявшие ей на рабочем месте либо еду, либо что-нибудь из одежды для детей.
После войны Эрна Шменкель переехала в Плауэн, где проживала с детьми и внуками, работая на текстильной фабрике. Сын Ганс стал офицером Национальной народной армии.

### Описание внешности
Писатель Теодор Гладков описывал внешность 14-летнего Шменкеля таким образом:

В свои четырнадцать Шменкель был довольно высокий — около ста семидесяти сантиметров — подросток, худощавый, но сильный и очень подвижный. Он не был красив, но его всегда смеющиеся серо-голубые глаза и дивой нрав вызывали невольную симпатию у каждого.

Во время службы в трудовом лагере Шменкель, со слов Гладкова, был уже более крепким физически:

Среднего роста, неширокий в кости, он вовсе не производил впечатление богатыря. Но был по-настоящему крепок, ловок, увертлив. В бараке мало кто мог с ним справиться в борьбе.

Ольга Михайловна Кондрученкова описывала Шменкеля во время первой встречи так:

Был он среднего роста, худощавый, светлоглазый, совсем молодой. Страха никакого он у нас почему-то не вызывал, хотя, конечно, чувствовали мы себя неспокойно.

Сержант РККА и боец партизанского отряда имени Щорса Дмитрий Кондрученков приводил следующее описание Шменкеля, когда тот уже был в отряде «Смерть фашизму»:

Ростом был примерно 175 сантиметров, волосы на пробор. Всё на нём подогнано, сапоги начищены, оружие всегда в порядке. Сразу видно, что солдат идёт, каблуками пощёлкивает. […] Физически Шменкель был крепкий, верткий, любил бороться, всё ходило у него, как на пружинах. Шёл, словно заяц подпрыгивал, никогда не уставал.

### Увлечения
В свободное от боёв время бойцы партизанских отрядов вместе отдыхали и иногда танцевали под гармошку: не был исключением и Шменкель, который любил петь «Гоп, в Заборье танцы, гоп, в Мирполье танцы, хлеба никс, а музыка!». В отряде его любимым танцем была полька, он любил петь «Катюшу» по-русски и «Из-за острова на стрежень» по-немецки. В Москве во время учёбы в разведшколе он много читал для саморазвития — в том числе переведённые на немецкий романы «Чапаев», «Как закалялась сталь» и «Легенда об Уленшпигеле», а также авторов, книги которых сжигали в Третьем рейхе. Помимо этого, он слушал пластинки с песнями Эрнста Буша.

## Награды и звания

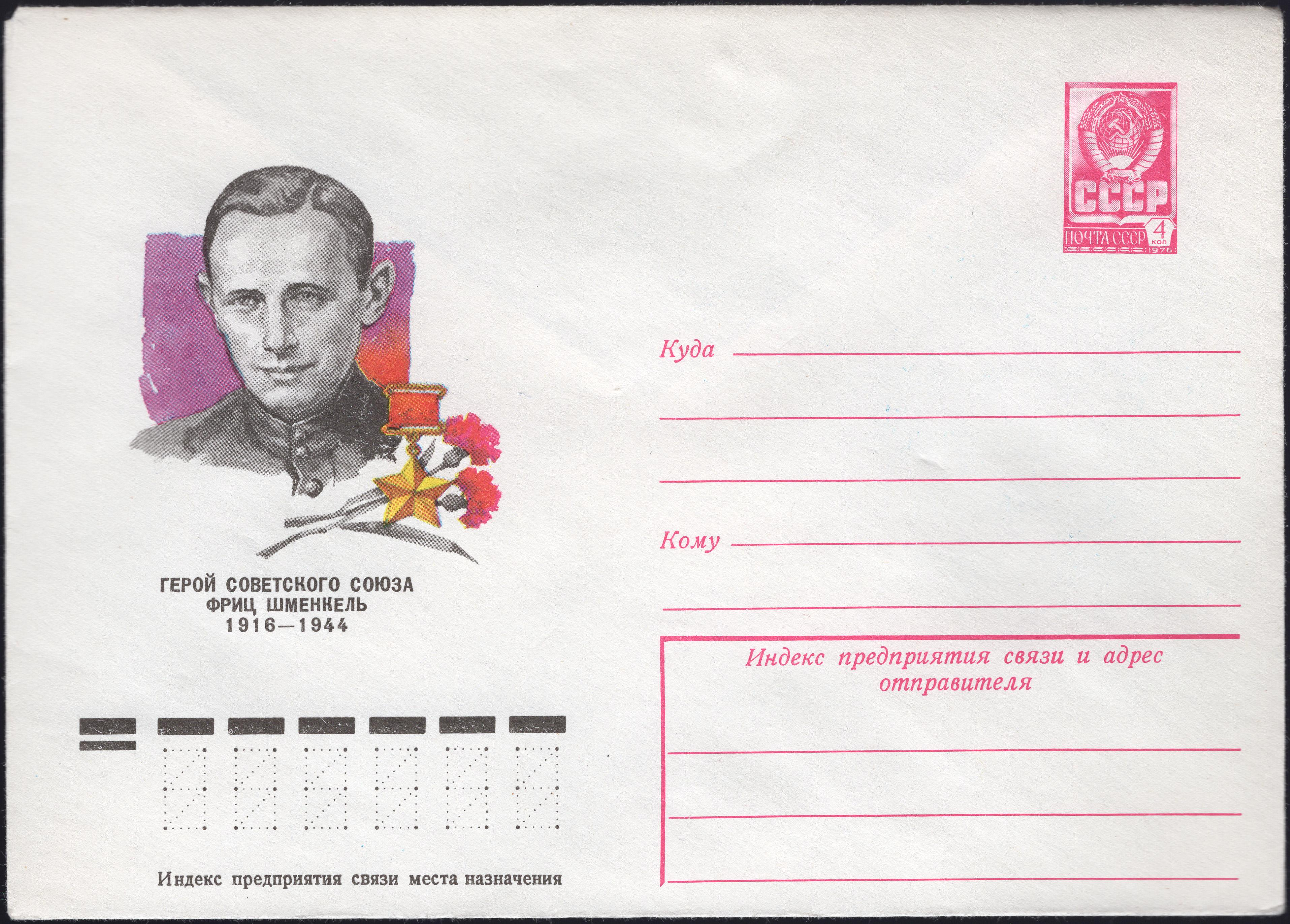
Почтовый конверт. СССР, 1977 год

Судьба Фрица Шменкеля долгое время оставалась неизвестной в СССР: он официально числился пропавшим без вести. В 1961 году сотрудники КГБ СССР сумели выйти на след старосты деревни Скерино и командира полицейского гарнизона Алексея Петухова, который не предстал к тому моменту перед судом. Тогда же в архивах они обнаружили информацию, что операцией по уничтожению семи полицаев руководил именно Фриц Шменкель. Скрывшегося от правосудия Петухова обнаружили в Биробиджане, где он работал дворником в домоуправлении: вскоре он был расстрелян по приговору трибунала Московского военного округа. В течение последующих трёх лет начальник следственного отдела Управления КГБ СССР по Калининской области майор Рябов делал запросы в различные архивы и госорганизации, собирая какие-либо сведения об операции партизан в деревне Скерино. Ему удалось собрать воспоминания находившихся в живых на тот момент сослуживцев Шменкеля; к делу даже подключили резидентуру КГБ СССР в других странах.
Благодаря упорной работе были наконец установлены обстоятельства смерти немца. 3 сентября 1964 года начальник Управления КГБ при Совете министров СССР по Калининской области полковник М. Горбатов направил в соответствующие инстанции письмо, в котором ходатайствовал о посмертном присвоении Шменкелю звания Героя Советского Союза с учётом его вклада в Победу над нацизмом. Указом Президиума Верховного Совета СССР от 6 октября 1964 года с формулировкой «за активное участие в партизанском движении, образцовое выполнение боевых заданий командования в годы Великой Отечественной войны и проявленные при этом геройство и мужество» гражданину Германии Шменкелю Фрицу Паулю было присвоено звание Героя Советского Союза посмертно. Член Президиума ЦК КПСС Леонид Брежнев сообщил о награждении в тот день на выступлении во Дворце спорта имени Вернера Зееленбиндера. На следующий день он же вручил награду Эрне Шменкель в актовом зале советского посольства в Берлине. Считается, что именно после этого Эрну Шменкель смогли официально принять в члены восточногерманской Ассоциации жертв нацистского режима (нем. Vereinigung der Verfolgten des Naziregimes). Личное дело Фрица Паулевича Шменкеля хранится в архиве Управления ФСБ по Тверской области.
Фриц Шменкель был также награждён орденом Ленина (6 октября 1964, посмертно) и орденом Красного Знамени (27 мая 1943, награда номер 63 843).

## Память

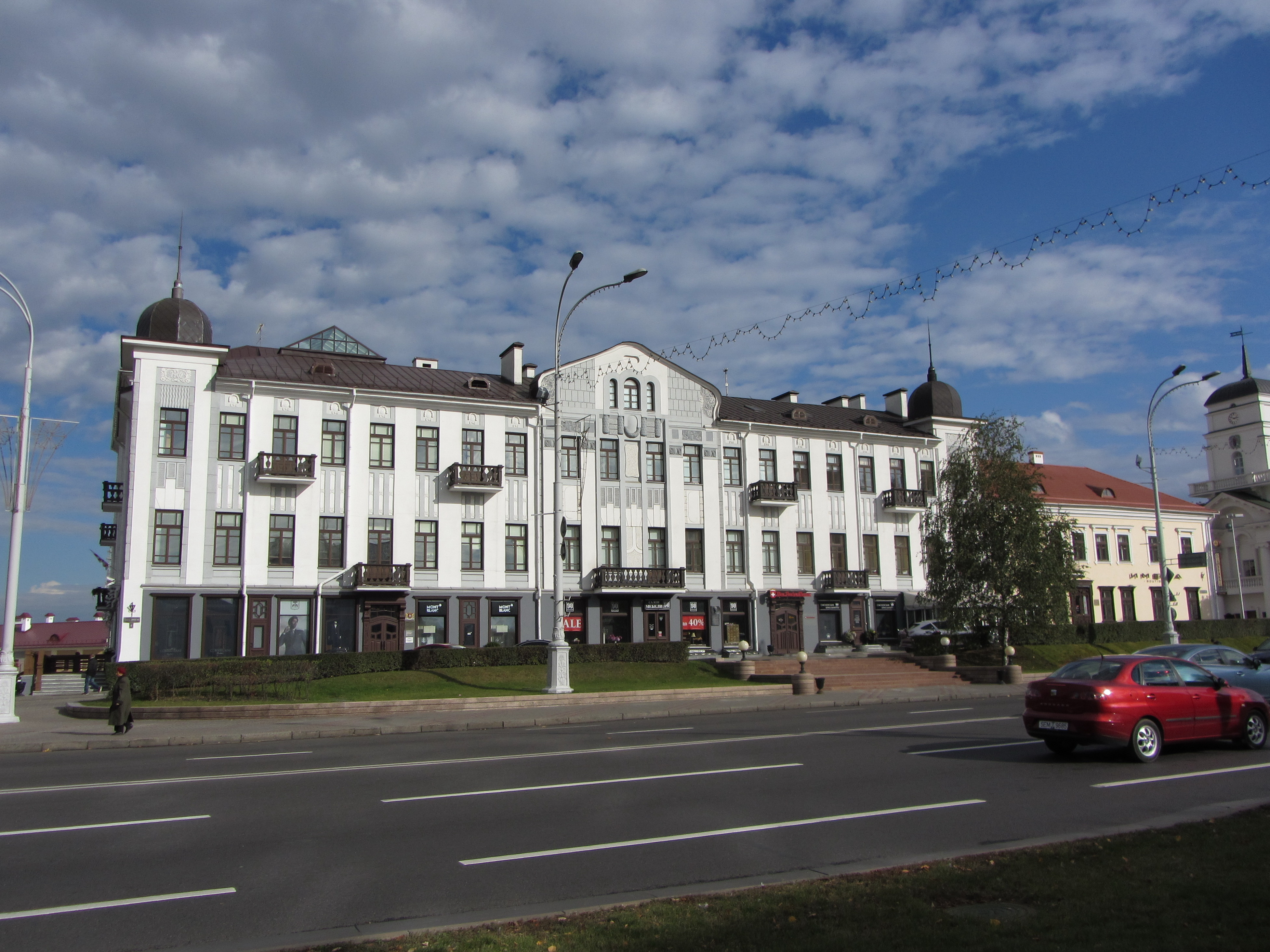
«Дом Шменкеля» (Площадь Свободы, 4)

### В СССР
21 апреля 1965 года исполком Нелидовского городского Совета депутатов трудящихся в канун 20-летия Победы в Великой Отечественной войне постановил переименовать Красноармейскую улицу, находившуюся в городе Нелидово Тверской области, в улицу Фрица Шменкеля. В том же году Эрна Шменкель вместе с сыном Гансом побывала в Нелидово: у школы № 3, расположенной по улице Шменкеля, Ганс посадил несколько деревьев в память об отце. Улица носит утверждённое название и по сей день. Улица, названная в честь Фрица Шменкеля, также есть в городе Белый Тверской области.
В СССР имя Шменкеля носили пионерские отряды в Харькове и других городах, а также клубы интернациональной дружбы. Известно, что один такой клуб существовал при школе № 3 города Нелидово и, начиная с 1965 года, вёл с Эрной Шменкель переписку. В селе Верховье Смоленской области был открыт музей боевой славы, среди экспонатов которого были и материалы, связанные со Шменкелем. Там же был установлен монумент в честь деятелей партизанского движения. В 1984 году во время визита в СССР восточногерманской делегации учитель Макс Зондерманн (школа имени Фрица Шменкеля в г. Торнау) вручил директору музея М. А. Персидскому (партизану, лично знавшему Фрица Шменкеля) барельеф с изображением немецкого героя, выполненный народным художником из Торнау.
В Минске на доме № 4 по площади Свободы, где в годы войны размещались служба безопасности (СД) и контрразведка и где содержался под стражей Шменкель, в 1965 году была установлена мемориальная доска. В наши дни это здание известно под названием «Дом Шменкеля», а вместе с Минской ратушей оно входит в архитектурный ансамбль площади Свободы под названием Гостиный двор. В процессе реставрации здания гостиного двора мемориальная доска исчезла, но после требований общественности была возвращена на прежнее место 24 октября 2008 года.

### В ГДР
После присвоения Шменкелю звания Героя Советского Союза широкое увековечивание его памяти началось и в ГДР. Его именем были названы разные предприятия, школы, улицы, производственные коллективы и пионерские дружины. В частности, в Восточном Берлине имя Шменкеля носила школа в районе Лихтенберг, в доме 39 по Розенфельд-Ринг (нынешняя 2. Realschule), на стене которой была установлена мемориальная доска (позже демонтирована), а рядом со зданием — мемориальный камень (в самой школе сохранился небольшой бюст Шменкеля). В середине 1970-х годов в Восточном Берлине по инициативе отделения Общества спорта и техники при автомастерской имени Франца Штенцера на здании одного из профессиональных училищ была установлена мемориальная доска в честь Фрица Шменкеля, снятая в 1991 году.
Ныне существующая берлинская улица Rheinsteinstraße в 1976—1992 годах носила имя Fritz-Schmenkel-Straße. Она находится в административном округе Лихтенберг, районе Карлсхорст, и восходит к серому зданию бывшего военно-инженерного училища, где был подписан Акт о капитуляции Германии. Позже в этом здании был открыт музей Берлин-Карлсхорст, среди экспонатов которого есть и посвящённые биографии Шменкеля (в том числе и старый знак с названием Fritz-Schmenkel-Straße). Улица имени Шменкеля также появилась в городе Плауэн, куда переехали жена и дети Фрица после войны.
Имя Шменкеля в настоящее время носит улица в городе Торгау. Согласно Теодору Гладкову, в послевоенные годы при реконструкции тамошней городской тюрьмы на стене одной из камер были найдены инициалы Фрица Шменкеля и стилизованное изображение серпа и молота. В здании тюрьмы позже по инициативе местной ячейки Союза свободной немецкой молодёжи была открыта мемориальная комната, посвящённая жизни Шменкеля. Одна из школ в Торнау (округ Галле) не только носила имя Фрица Шменкеля: около её здания был установлен памятник партизану.
В школе, находившейся в селении Крейниц, клубом юных историков была организована выставка, посвящённая партизану. Памятники Шменкелю устанавливались не только перед школами, но и на городских площадях. Улица с его именем есть и в Лейпциге. В ВВС ГДР его имя носила 1-я истребительная эскадра (нем. Jagdfliegergeschwader 1 / JG-1), существовавшая с 26 сентября 1952 года по 3 октября 1990 года; также его имя носили и некоторые другие подразделения Национальной народной армии.
После падения Берлинской стены, объединения Германии и прекращения существования ГДР имя Фрица Шменкеля исчезло из названия многих существовавших организаций объединённой Германии. Имя Шменкеля, остававшееся почти неизвестным в Западной Германии, в настоящее время почти неизвестно и широкой общественности современной Германии. Германская коммунистическая партия утверждает, что одной из причин этого стала деятельность Федерального уполномоченного по делам архивов Штази.

## В искусстве
Писатель и военный корреспондент Борис Полевой во время войны успел встретиться со Фрицем Шменкелем и на основе взятого у него интервью составил очерк под названием «Партизан товарищ Ш.». Однако попытка опубликовать этот очерк в газете «Правда» потерпела неудачу: редакторы сослались на то, что немецких солдат принято считать врагами и попытка опубликовать очерк, опровергающий этот тезис, не найдёт понимания ни у кого. Не помогло даже обращение к главному редактору Петру Поспелову, который сослался на то, что после выхода статьи семью Шменкеля начнут преследовать гестаповцы. Очерк был напечатан только в 1980 году в книге Полевого «Самые памятные: история моих репортажей».
Помимо Полевого, о жизни и подвигах Шменкеля опубликовали книги такие писатели, как Алексей Егоров и Павел Александровский («Партизан Фриц»), Теодор Гладков («Фриц Шменкель — враг фюрера и рейха»), Александр Земцов («Подвиг Фрица Шменкеля») и Вольфганг Нейгауз («Борьба против „Звездопада“», в русском переводе — «Его называли Иваном Ивановичем»). В своей книге Егоров и Александровский выводили начальника полицейского гарнизона Скерино (в книге — Задорье) под фамилией Петунов, утверждая, что именно он был причастен и к казни Поручикова, укрывавшего Шменкеля на хуторе Паделище, и к опознанию Фрица после его ареста на территории Белорусской ССР под Новый 1944 год. Александр Земцов, воевавший в рядах партизан, близко знал Шменкеля.
В 1977 году на студии DEFA (ГДР) был снят фильм «Я хочу вас видеть», где роль Фрица Шменкеля исполнил немецкий актёр Вальтер Плате. В 2024 году история Шменкеля была показана в одной из серий документального сериала «Партизанская сторона» на белорусском телеканале СТВ.

## Комментарии
1. ↑  Согласно личному делу, хранящемуся в архиве Управления ФСБ по Тверской области[1]; в некоторых документах указан как Фриц Павлович Шменкель[2].
2. ↑  В ранних материалах назван «металлистом» по причине ошибок переводчика отряда «Смерть фашизму», участвовавшего в первом допросе Шменкеля[16][17].
3. ↑  Согласно начальнику Западного штаба партизанского движения Дмитрию Попову, учился в школе младших командиров артиллерии и получил по её окончании звание, эквивалентное старшему сержанту, заняв должность командира отделения[1].
4. ↑  По другим сведениям, он сидел в тюрьме города Глац[36].
5. ↑  Похожий эпизод описывал командир отряда «Смерть фашизму» старший лейтенант Дмитрий Горских, датируя его 17 февраля 1942 года[1], что не совпадает с хронологией по Теодору Гладкову[75].
6. ↑  По данным Теодора Гладкова, ссылавшегося на «Боевой путь 3-й Вадинской партизанской бригады» — на большаке между деревнями Малая Бересневка и Пономари[114]; эту же версию поддерживал Вольфганг Нейгауз[115]. На большаке Духовщина — Белый, со слов Гладкова, бой имел место в декабре 1942 или январе 1943 года, когда партизаны атаковали обоз и захватили припасы, уничтожив около 50 человек[116].
7. ↑  «Товарищ В.» — лейтенант Василий Иннокентьевич Васильев, на тот момент командующий партизанским отрядом «Смерть фашизму»[121].
8. ↑  Этот случай описывал Борис Полевой, не указывая точное местонахождение[23]. Вольфганг Нейгауз утверждает, что это произошло под селом Репино[132].
9. ↑  Оценки обещанного вознаграждения расходятся: разные источники приводят суммы в 2[23][144], 5[145][62], 20[144], 25[6][140][142] или 50[13][144] тысяч рейхсмарок. Оригинал листовки с вознаграждением за голову Шменкеля не был найден в архивах[144].
10. ↑  По данным командира партизанского отряда «Смерть фашизму» Дмитрия Горских — 15 августа[1].
11. ↑  Нейгауз указывает, что в операции должна была участвовать команда полевой жандармерии капитана Вейнсбаха[173].
12. ↑  Эта часть выводится авторами как кавалерийская бригада СС[173][176], хотя в августе 1942 года бригада была преобразована в 8-ю кавалерийскую дивизию СС.
13. ↑  По данным Нейгауза — 20 января[182].
14. ↑  Командир партизанской бригады имени К. Е. Ворошилова с октября 1942 года, начальник Батуринского районного отдела Управления НКГБ по Смоленской области с декабря 1942 года[212].
15. ↑  Ранее — командир взвода специального отряда разведотдела штаба 5-й армии[215], позже — командир разведывательной группы «Джек» (позывной — «Гладиатор»). Четырежды забрасывался в тыл противника. Погиб 27 декабря 1944 года при выполнении задания вместе с И. И. Мельниковым в лесном массиве Мышинецкой пущи[216].
16. ↑  Нейгауз по ошибке указывает среди участников операции Петра Рыбакова[219], погибшего в феврале 1943 года во время прорыва партизанами блокады[220].